# Naarda blepharota
Naarda blepharota är en fjärilsart som beskrevs av Embrik Strand 1920. Naarda blepharota ingår i släktet Naarda och familjen nattflyn. Inga underarter finns listade i Catalogue of Life.